# Henry Maury
Pour les articles homonymes, voir Maury.
Henry Maury dit la Grâce, né le 21 février 1763 à Lagrasse (Aude), mort le 18 octobre 1813 lors de la bataille de Leipzig (Allemagne), est un général français de l’Empire.

## Biographie
Henry Maury naît le 21 février 1763 à Lagrasse, dans les Corbières, et est baptisé le lendemain. Il est le fils de François Maury, huissier, et de son épouse, Marguerite Saisset. 

### États de service
Le 29 octobre 1796, il est mis à la suite de la 10e demi-brigade d’infanterie de ligne, et il sert en 1797 et 1798, à l’armée du Rhin. Il est nommé chef de bataillon le 9 novembre 1798, à la 90e demi-brigade d’infanterie de ligne
De 1799 à 1800, il est affecté à l’armée de Batavie, et le 24 octobre 1803, il rejoint la 93e demi-brigade d'infanterie de ligne. Il est fait chevalier de la Légion d’honneur le 14 juin 1804.
De 1805 à 1807, il participe aux campagnes d’Autriche, de Prusse et de Pologne. Il assiste au siège de Kołobrzeg d’avril à juillet 1807. 
Il devient major le 27 octobre 1808, au 48e régiment d’infanterie de ligne, et il est élevé au grade d’officier de la Légion d’honneur le 15 mai 1810.
Il est nommé colonel le 3 mars 1811, au 131e régiment d’infanterie de ligne, et en 1812, il participe à la campagne de Russie, au sein du 11e corps d’armée.
Il est créé baron de l’Empire le 14 juin 1813, et il est promu général de brigade le 12 octobre 1813, commandant de la brigade d’infanterie de la 32e division du 7e corps.
Il est tué le 18 octobre 1813 à la bataille de Leipzig.

## Armoiries
- Chevalier de l’Empire le 19 janvier 1811 (lettres patentes)

- D'azur au chevron du tiers de l'écu de gueules au signe des chevaliers légionnaires accompagné en chef de deux épées hautes d'argent, et en pointe d'un drapeau d'or accosté de deux lions adossés d'argent, un à dextre, un à sénestre - Livrées : les couleurs de l'écu 
- Baron de l’Empire le 14 juin 1813 (lettres patentes)

## Sources
- (en) « Generals Who Served in the French Army during the Period 1789 - 1814: Eberle to Exelmans »
- Thierry Pouliquen, « Les généraux français et étrangers ayant servis [sic] dans la Grande Armée » (consulté le 4 juin 2014)
- « La noblesse d’Empire » (consulté le 4 juin 2014)
- Côte S.H.A.T.: 8 YD 1573
- (pl) « Napoléon.org.pl »